# 培僑書院
培僑書院（英語：Pui Kiu College），是香港的一所一條龍直資學校，位於新界沙田大圍新村路1號，於2005年創校。該校除了提供本地中學文憑試（DSE）課程，又提供國際基礎課程（International Foundation Year）或英國高級程度會考課程。
在2022年初，該校辦學團體—培僑教育機構，聯同另外五個左派辦學團體（香島教育機構、漢華教育機構、香港福建商會教育基金、香港勞校教育機構、香港教育工作者聯會）組成「香港華夏教育機構」，致力於加強辦學團體、學校之間的聯繫，共同關注和促進香港教育的發展。

## 歷任校長
- 羅慶琮（2005–2010年）
- 溫霈國（2010–2015年）
- 吳育智（2015–2024年）

總校長
- 吳育智（2025年至今）

## 學校設施
- 飯堂：於2005年落成，承辦商為：
  - 帆船飲食管理有限公司 （2007–2010學年）
  - Chartwells （2011–2015學年）
  - 紅樹林飲食管理有限公司（2015–2016學年）
  - LSG Sky Chefs （2016–2023學年）
  - Asia Pacific（2023學年至今）
- 游泳池：於2007年落成，由李兆基先生贊助，於2021年開始翻新成爲室内游泳池，2023年中段完工。
- 兩座教學大樓、田徑場、禮堂（可容納950人）。
- 圖書館：於2005落成。圖書館面積超過4000呎，館藏超過5000本書。曾多次翻新，對上一次翻新於2020年，2021年初重新開放。
- 六樓籃球場：於2006年落成，於2021年中改爲室内籃球場，同時為小禮堂。
- 中學部綜合禮堂：改建於中學部地下，於2016年暑假動工，2017年落成。
- 中學部小禮堂：改建於中學部地下
- 招商局學生資源中心（室內運動場）：由有蓋操場改建，於2016年暑假動工，2018年暑假落成。